# FK 스파르탁스 유르말라
FK 스파르탁스(라트비아어: Futbola klubs Spartaks)는 유르말라를 연고로 하는 라트비아의 축구 클럽이다. 현재는 비르스리가에 참가하고 있다.

## 성적
- 비르스리가 1회 우승 (2016)
- 라트비아 1부 리가 플레이오프 1회 우승 (2011)
- 라트비아 2부 리가 1회 우승 (2007)